# Intraoperativ omvårdnad
Intraoperativ omvårdnad är den omvårdnad en anestesi- eller operationssjuksköterska ger patienten under tiden från det att patienten kommer in i operationsrummet till dess att operationen är klar och tills att det är dags att patienten ska erhålla postoperativ vård. Den efterföljande postoperativa omvårdnaden ges av andra specialutbildade sjuksköterskor t.ex. en intensivvårdssjuksköterska.